# Nalot (grzyby)

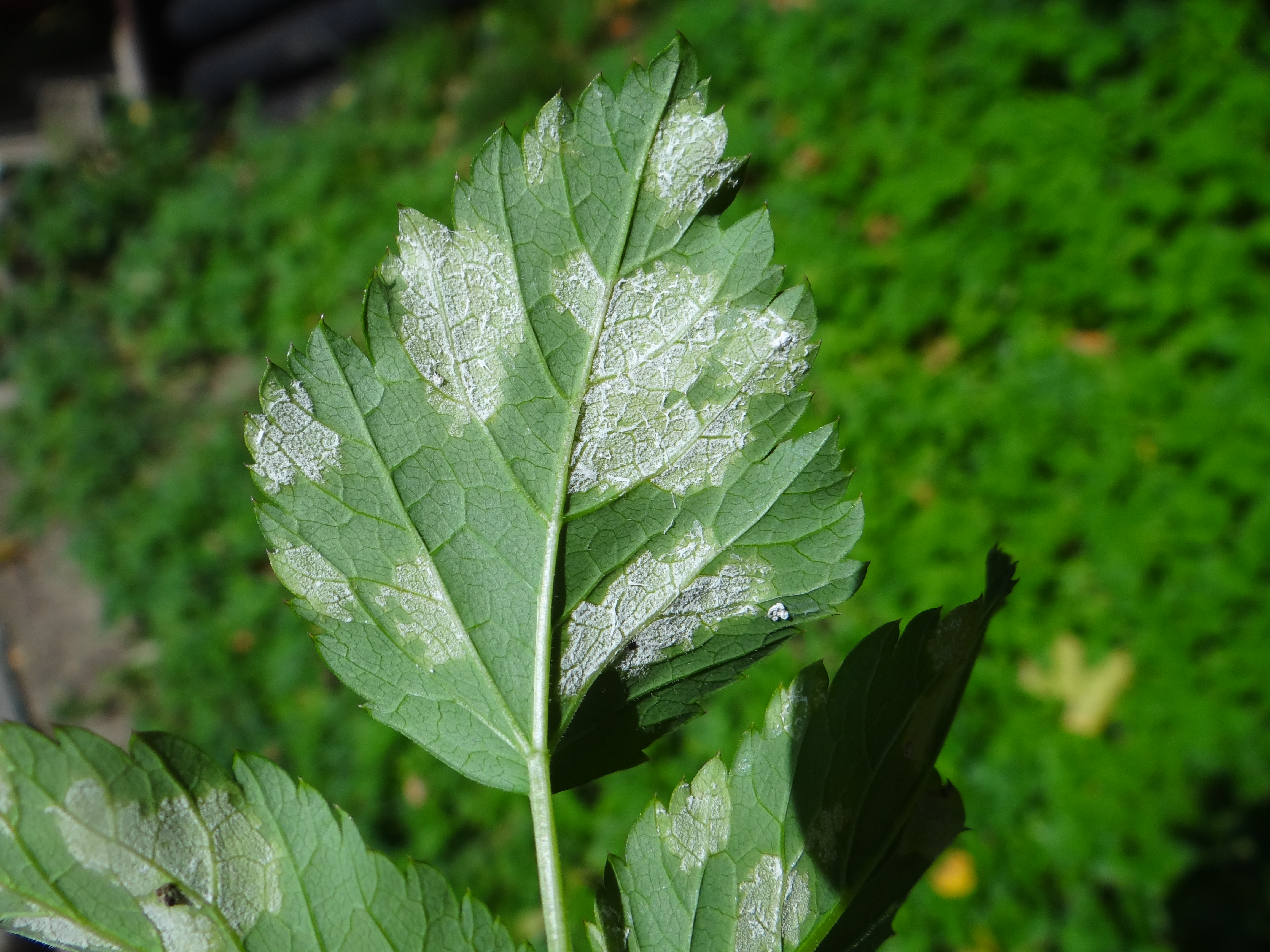
Biały nalot Plasmopara nivea na listku podagrycznika pospolitego

Nalot – utworzona przez grzyby mikroskopijne i lęgniowce bardzo cienka warstewka grzybni na podłożu, którym może być organizm żywiciela, jeśli są to grzyby pasożytnicze, lub substancja organiczna (np. drewno, kora, liście itp.) gdy są to saprotrofy. U grzybów pasożytniczych nalot może składać się tylko z trzonków konidialnych i powstających na nich zarodników konidialnych. Tego typu nalot jest charakterystyczny na przykład dla grzybów mikroskopijnych powodujących choroby roślin. Trzonki konidialne zazwyczaj wyrastają z aparatów szparkowych porażonych roślin, ale czasami przebijają ich skórkę i kutykulę. U grzybów z rodziny mączniakowatych nalot składa się nie tylko z trzonków konidialnych i konidiów, ale także ze strzępek grzybni rozwijającej się na powierzchni skórki porażonych roślin. Z czasem, gdy grzybnia rozrastając się staje się gruba, wojłokowata, mówi się już nie o nalocie, lecz o opilśni.
Nalot jest jedną z oznak etiologicznych choroby roślin. Występowanie nalotu, jego barwa i inne cechy morfologiczne mają znaczenie przy oznaczaniu niektórych gatunków grzybów mikroskopijnych.